# ماتیکان یوشت فریان
مادَیان یوشت فریان یا ماتیکان یوشت فریان (Matikan-e yusht faryan) کتابی است از ایران باستان به زبان پارسی میانه و دارای ۳۰۰۰ واژه است. به گفته اوستا، یوشت نام مردی فرزانه و دانشمند بود از زرتشتیان باورمند از خاندان فریان. نام این خانواده در بخش‌های اوستا یاد شده‌ است، از جمله در یسنا ۶۴ بند ۱۲ آمده است. گفتاری از این مرد مفصّل‌تر از همه در رسالهٔ مستقل مادیان یوشت فریان آمده است.
نام یوشت، اوستایی و به معنای «جوان‌ترین» است.
محمد معین مقایسه‌ای میان این داستان و یکی از قصه‌های مرزبان‌نامه انجام داده است.
وی در این مقایسه می‌نماید که باب چهارم از مرزبان‌نامه که با عنوان «در دیو گاوپای و دانای دینی» (یا «داستان دیو گاوپای و دانای نیک دین») آمده ظاهراً از مادیان یوشت فریان منشأ می‌گیرد.
در مرزبان‌نامه، دیو گاوپای در پاسخ دادن به پرسش‌ها و معماهای دانای دینی شکست می‌خورد و از این‌رو همه دیوان، رویهٔ گیتی را فرو می‌گذارند و به زیرزمین و غارها می‌پناهند و دیگر با آدمیزاده در نمی‌آمیزند.
مادیان یوشت فریان سیزده سده پیش از مرزبان‌نامه نوشته شده است.

## داستان
جادوگری به نام اَخْتْبا هفتاد هزار سپاهی وارد شهری به نام شهر پرسش‌گزاران (به پارسی میانه: «فرَشْن وِزاران») می‌شود. اخت می‌گوید که اگر کسی از مردم شهر بتواند به پرسش‌های پاسخ بدهد از شهر خواهد گذشت وگرنه، شهر را نابود خواهد کرد. وی برای پاسخ‌گویی شرایطی نیز می‌گذارد از جمله این‌که سن او نباید از پانزده سال بیشتر باشد، سنی که در بین ایرانیان باستانی آغاز سن کمال است.
مردی به نام ماراسپند به اخت خبر می‌دهد که جوانی به نام یوشت فریان با این مشخصات در شهر هست و با این گفته، اخت را از نابودسازی شهر بازمی‌دارد.
قرار می‌شود تا اخت نیز در پایان پرسش‌هایش به سه پرسش یوشت پاسخ دهد وگرنه بر سر او همان آید که خود معین کرده بود.
یوشت (با همراهی و یاری ماراسپند) به همهٔ ۳۳ پرسش چیستان‌وار اخت جادوگر که در زمینه‌های علوم طبیعی، جستارهای دینی، اخلاقی، اجتماعی و گاه کودکانه و شگفت‌آورند پاسخ می‌دهد. او در این پاسخ‌ها گاه با امشاسپندان و فرشتگانی که او را در پناه دارند مشورت می‌کند. در پایان یوشت سه پرسش از اخت می‌پرسد که اخت نمی‌تواند پاسخ بدهد و جادوگر به دست یوشت کشته می‌شود. اصل این ماجرا در یشت‌های اوستا (آبان یشت بند ۸۱ تا ۸۳ و فروردین یشت بند ۱۲۰) به گونه کوتاه و گذرا بازگویی شده است.
مادیان یوشتفریانرا به لحاظ پرسش‌هایی که در آن طرح می‌شود می‌توان کتابی فلسفی خواند. به دو پرسش زیر توجه کنید:
چیست که مردمان می‌خواهند پنهان کنند اما نمی‌توانند؟ پاسخ آن «پیری» و گذر زمان است.
آن چیست که سه سر - چهار شاخ - شش چشم - شش گوش - سه دهان - دو دست - ده پا دارد و آبادانی و خرمی زمین از اوست؟
پاسخ آن یک جفت گاو نر و مرد برزیگری است که زمین را شخم می‌زند و از کوشش آن برزیگر و شخم آن دو گاو، زمین بارور شده و روزی و خوراک مردمان جهان را بار می‌آورد. اگر یک جفت گاو نر و مرد برزیگری را تصور کنیم سه سر - چهار شاخ - شش چشم - شش گوش - سه دهان - دو دست و ده پا را می‌بینیم.